# Камлупс Блэйзерс
«Камлупс Блэйзерс» (англ. Kamloops Blazers) — юниорский хоккейный клуб, выступающий в Западной хоккейной лиге (WHL). Клуб расположен в городе Камлупс, провинция Британская Колумбия, Канада.

## История
Клуб начал своё существование ещё в 1946 году, однако в Камлупс переехал только в 1981 г. — и именно этот год считается годом основания современной команды. В течение первых трёх сезонов она носила название «Камлупс Джуниор Ойлерз», а в 1984 г. получила своё нынешнее название.
«Камлупс» шесть раз выигрывал чемпионский титул WHL (1984, 1986, 1990, 1992, 1994—1995) — рекордное число побед. В 1992, 1994 и 1995 гг. команда также завоёвывала Мемориальный кубок — главный трофей североамериканского молодёжного хоккея.

## Известные игроки
- Кен Данейко (1984) — трёхкратный обладатель Кубка Стэнли.
- Марк Рекки (1986—1988) — трёхкратный обладатель Кубка Стэнли.
- Дэррил Сидор (1988—1992) — двукратный обладатель Кубка Стэнли.
- Скотт Нидермайер (1989—1992) — четырёхкратный обладатель Кубка Стэнли, двукратный олимпийский чемпион.
- Шейн Доан (1992—1995)
- Джером Игинла (1993—1996) — двукратный олимпийский чемпион.
- Брэд Лукович (1993—1996) — обладатель Кубка Стэнли.
- Кайл Колдер (1999)
- Шон Моррисонн (1999—2002)
- Эрик Кристенсен (1999—2003)
- Скотти Апшолл (2000—2003)
- Колтон Орр (2000—2002)